# Al-Riyadh SC
L'Al-Riyadh Saudi Club (àrab: نادي الرياض, Nādī ar-Riyāḍ, ‘Club d'ar-Riyad') és un club de futbol saudita de la ciutat de Riad.
Va ser fundat el 1953 amb el nom Ahli Al-Riyadh, més tard Al-Yamama i finalment Al-Riyadh SC. Fou finalista de la lliga saudita la temporada 1993–94.

## Palmarès
- Copa del Príncep de la Corona saudita de futbol:[3]

1993–94
- Copa Federació saudita de futbol:[3]

1994–95

## Referències

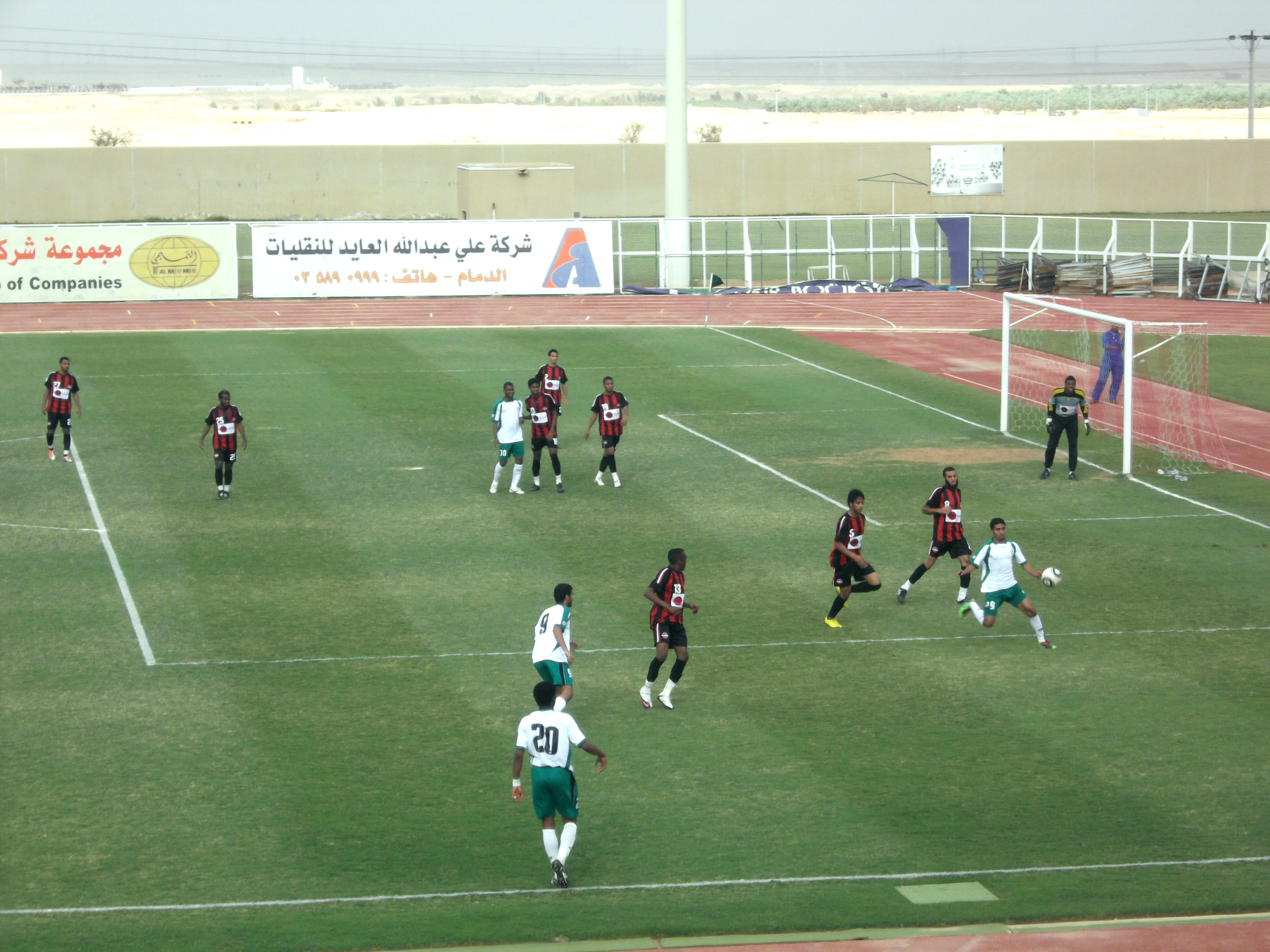
Partit Al-Najma vs Al-Riyadh de la primera divisió saudita 2010-11.